# دارين أبلتون
دارين أبلتون (بالإنجليزية: Darren Appleton)‏ هو لاعب بلياردو أمريكي ‏ بريطاني، ولد في 8 فبراير 1978 في Pontefract ‏ في المملكة المتحدة.

## وصلات خارجية
- دارين أبلتون على موقع AZBilliards.com (الإنجليزية)